# Cecily Strong
Cecily Strong (Springfield, 8 de fevereiro de 1984) é uma atriz norte-americana, mais conhecida por fazer parte do elenco do Saturday Night Live.